# 崖柏属
崖柏属（学名：Thuja）是柏科下的一个属，为常绿乔木植物。该属共有约6种，分布于北美和东亚。

## 物种
本属包括以下物种：
- 朝鲜崖柏 Thuja koraiensis
- 北美香柏 Thuja occidentalis
- 北美喬柏 Thuja plicata
- 日本黑檜 Thuja standishii
- 崖柏 Thuja sutchuenensis